# 猫坂峠
猫坂峠（ねこさかとうげ）は、富山県富山市の射水丘陵にある峠である。標高は132m。小高いピークで、猫坂山と呼ばれることがある。峠道は中部北陸自然歩道の一部になっている。

## 特徴
婦中町平等と婦中町高塚にまたがる峠である。峠は三叉路になっており、道幅は比較的広く歩きやすい。
山頂にはベンチとテーブル台か置かれている。

## 歴史
かつては加賀藩と富山藩の境であり、関所が設置されていた。

## 地名の由来
平等集落と高塚集落の猫がその峠で逢い引きしたという伝説からその地名が付けられた。

## 自然

### 植生
いわゆる里山であり、間伐による二次林が広がっている。
自生植物は、マツやナラ、マンサク、クリ、ネズミモチ、ウルシなど。